# Desierto de Bayuda

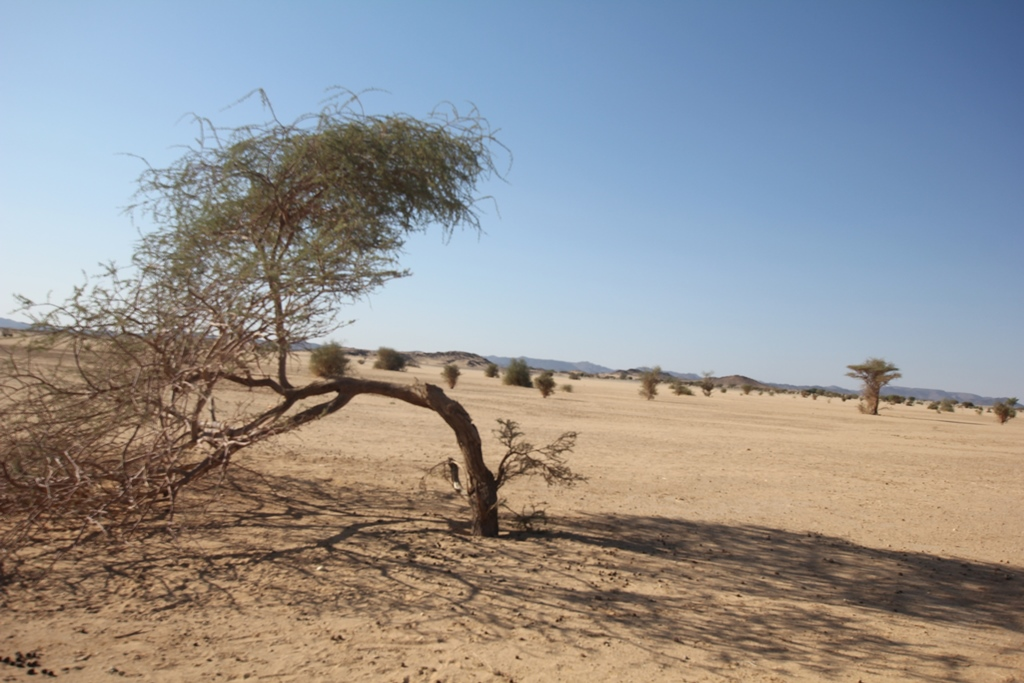
Desierto de Bayuda con algunas acacias

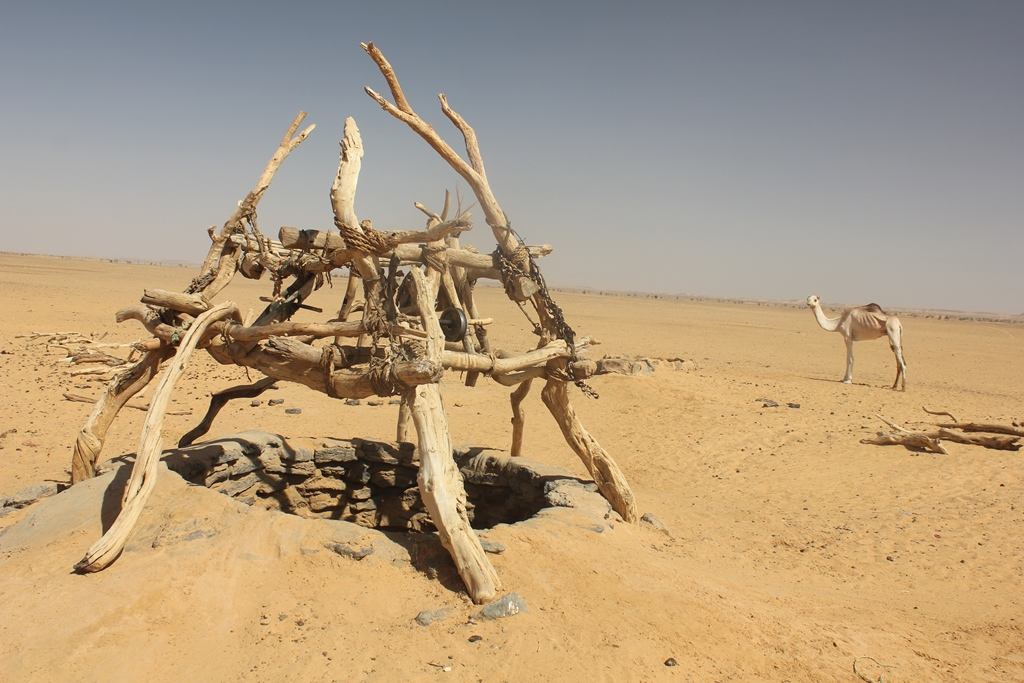
Pozo usado por nómadas

## Geografía
El desierto de Bayuda es un desierto de Sudán, al norte de Jartum. Junto con el desierto de Nubia, que queda más al norte, constituye la parte oriental del desierto del Sáhara.  Está limitado en el oeste por el uadi Muqaddam y en el norte, este y sur por el gran meandro del Nilo que se forma entre las 4ª y 6ª cataratas. El Uadi Abu Dom que se 
dirige del sur al norte, divide el desierto de Bayuda en la parte oriental del Campo volcánico de Bayuda y la parte occidental de las dunas de arena.

## Historia
En los tiempos del Reino Meroitico una ruta  comunicaba las ciudades de Meroe y de Napata a través
del Desierto de Bayuda. El rei Nastasen narra en una estela como se desplazaba por esta ruta entre estas ciudades 
en ocasión de su coronación.
Existe el oasis homónimo de Bayuda, en el centro, a unos 50 km del Nilo (al noroeste).